# Quinton Jacobs
Quinton Norman Jacobs (* 21. Januar 1979 in Windhoek, Südwestafrika) ist ein ehemaliger namibischer Profifußballer und Nationalspieler seines Heimatlandes. Er gilt als bester namibischer Fußballer seiner Generation.

## Karriere
Quinton Jacobs begann seine Karriere beim namibischen Erstligisten Black Africa. 1998 war er für mehrere Probetrainings bei Manchester United, für deren zweite Mannschaft er ein Freundschaftsspiel bestritt.
1999 verließ er Black Africa und ging für ein Jahr zum schottischen Zweitligisten Partick Thistle. Gleichzeitig lehnte er Angebote vom SV Werder Bremen und Ajax Amsterdam ab.
2000 wechselte Jacobs zum MSV Duisburg, für die er kein Spiel bestritt, ehe er nach Südafrika zum Erstligaverein Black Leopards wechselte. 2003 zog es Quinton Jacobs zurück in sein Heimatland Namibia in die erste Liga zu den Civics und später zu den Ramblers, ehe er wiederum nach Südafrika zu Ajax Cape Town ging.
2006 wechselte Jacobs nach Norwegen in die Adeccoligaen (2. Liga) zum Bryne FK. Nach einem wenig erfolgreichen Jahr ging Jacobs zurück zu den Ramblers, 2009 schlussendlich zu den African Stars und wurde 2010 kurzzeitig zum palästinensischen Verein Jabal al-Mukaber Club ausgeliehen. Nach dem Ende der Leihe spielte er noch bis April 2011 für den Klub und verließ ihn danach.
Als Nächstes ging es nach Indien, wo er zuerst für den United Sikkim FC, dann den Salgaocar Sports Club und zuletzt zum Mohun Bagan AC spielte. Zur Saison 2013/14 wechselte er noch einmal in sein Heimatland und spielte bis zum Saisonende 2016/17 für Black Africa, wo er seine Karriere dann auch beendete. 